# Góry Soprońskie

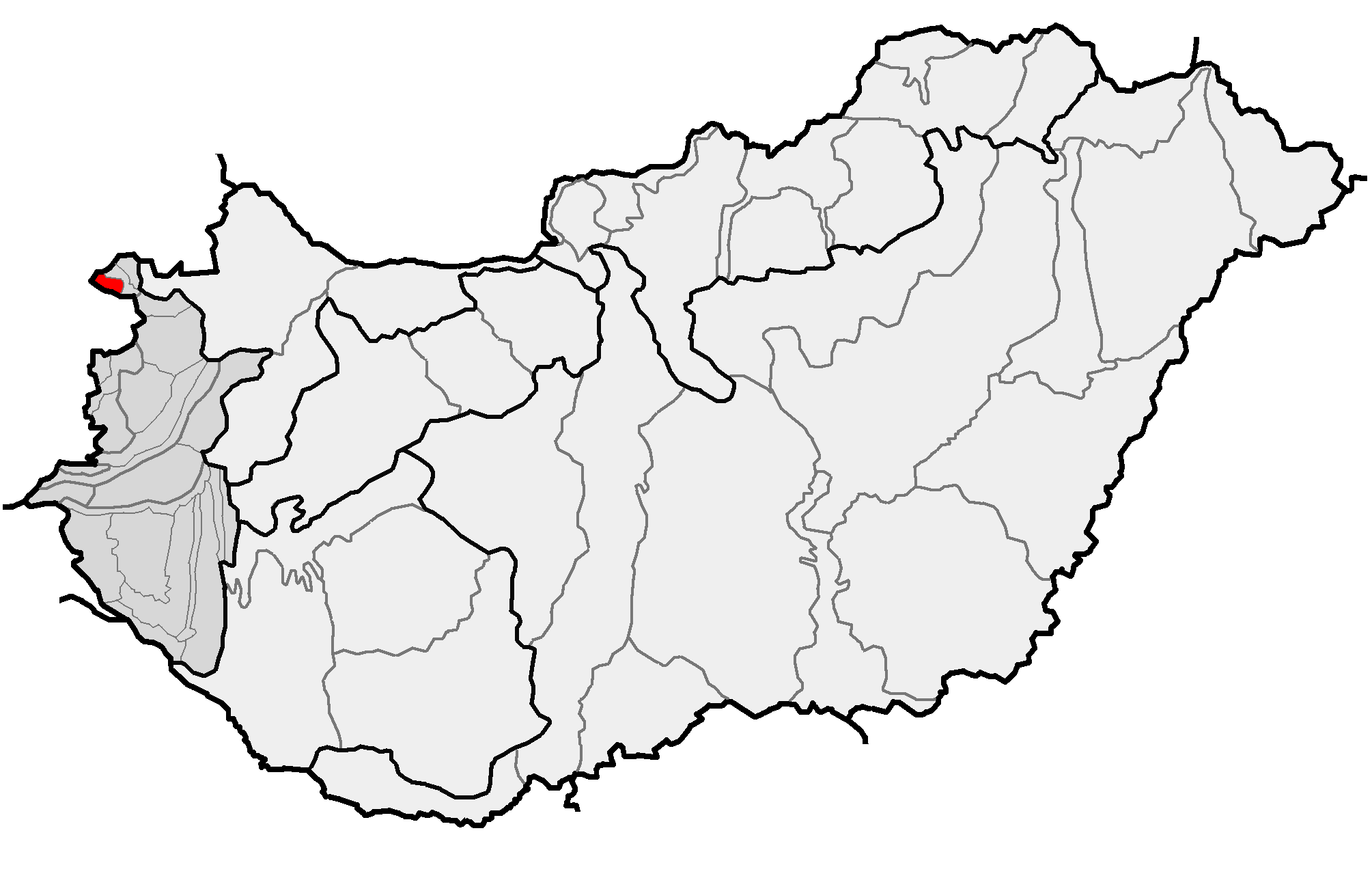
Góry Soprońskie (oznaczone na czerwono) na mapie fizycznogeograficznych regionów Węgier

Góry Soprońskie (niem. Ödenburger Gebirge, węg. Soproni-hegység) – pasmo górskie Alp Wschodnich na pograniczu Austrii i Węgier. Najwyższym szczytem jest leżący w Austrii Brenntenriegel, wznoszący się na 606 metrów n.p.m., a po stronie węgierskiej Magas-bérc o wysokości 557 m n.p.m. Nazwa gór pochodzi od położonego nieopodal węgierskiego miasta Sopron.